# Maria Margaretha van Os

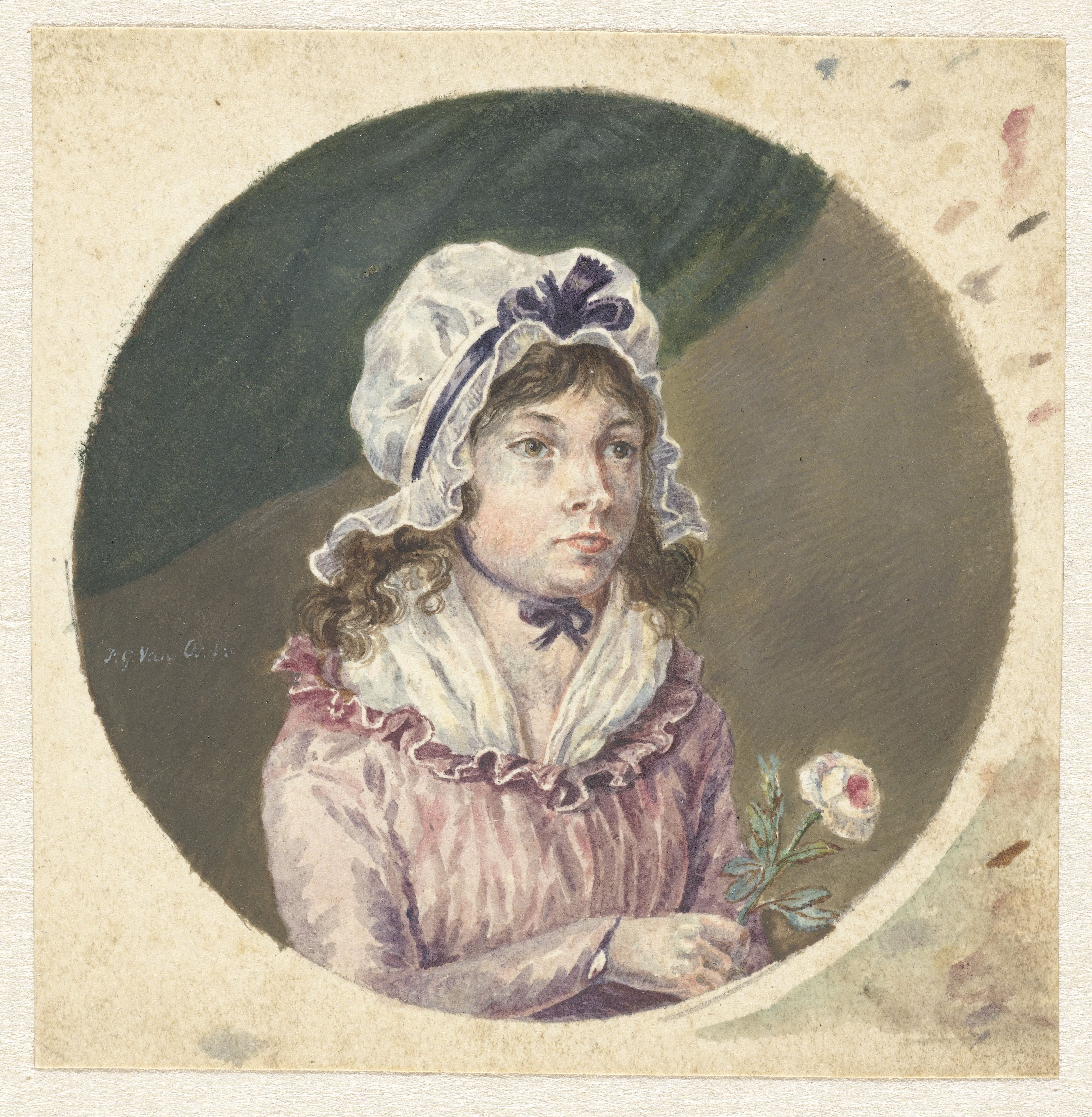
Maria Margaretha van Os

Maria Margaretha van Os (* 1. November 1779 in Den Haag; † 17. November 1862 ebenda) war eine niederländische Malerin. 

## Leben
Die Aquarellmalerin und Zeichnerin Maria Margaretha van Os war die Tochter des Malerehepaares Jan van Os und Susanna de la Croix sowie die Schwester des Tiermalers Pieter Gerardus van Os und des Blumenmalers George Jacobus Johannes van Os.
Neunjährig verlor Maria die Mutter, blieb unverheiratet und verbrachte das ganze Leben in ihrem Geburtsort. Maria ging bei ihrem Vater in die Lehre. Als 35-Jährige stellte sie in Den Haag erstmals eine Zeichnung mit Blumen und Früchten aus. Maria blieb in den nächsten dreißig Jahren dem Stillleben treu: Fünfundsiebzig Bilder stellte sie im Laufe der Jahre in niederländischen Städten aus. Darauf mied sie die Öffentlichkeit, malte aber – nunmehr nur für sich – bis ins Jahr 1860 weiter. 
Die niederländischen Zeitgenossen achteten Maria – nach Johannes Immerzeel (1776–1841) und Christiaan Kramm (1797–1875) – als verdienstvolle Künstlerin. Anno 1826 war der zurückhaltenden Malerin die Mitgliedschaft in der Königlichen Akademie der Bildenden Künste angetragen worden.
Eine von Marias Freundinnen war die Haager Malerin Petronella van Woensel (1785–1839). 
Gemälde hängen im Rijksmuseum Amsterdam und im Kunstmuseum Den Haag. Zeichnungen finden sich in der Brüsseler Collectie de Grez.